# Új Szlovénia
Az Új Szlovénia – Kereszténydemokraták (szlovénül: Nova Slovenija – Krščanski demokrati, NSi) egy kereszténydemokrata, konzervatív politikai párt Szlovéniában. A párt 2000. augusztus 4-én alakult az  Szlovén Néppárt és a Szlovén Kereszténydemokraták (SLS+SKD) szétválását követően. Az NSi az Európai Néppárt (EPP) tagja. A párt  a szavazatok 7,16%-át szerezte meg a 2018-as szlovén parlamenti választáson 2018. június 3-án, így 7 mandátumot szerzett a Szlovén Nemzetgyűlésben.
A pártot 2018 óta Matej Tonin vezeti.

## Választási eredményei

### Nemzetgyűlés
| Év   | Szavazatok | %        | Mandátumok | +/– | Pozíció               |
| ---- | ---------- | -------- | ---------- | --- | --------------------- |
| 2000 | 93,247     | 8.7 (#6) | 8 / 90     | 8   | ellenzék              |
| 2004 | 88,073     | 9.1 (#4) | 9 / 90     | 1   | kormánypárt           |
| 2008 | 35,774     | 3.4 (#8) | 0 / 90     | 9   | Parlamenten kívüli    |
| 2011 | 53,758     | 4.9 (#7) | 4 / 90     | 4   | kormánypárt 2011-2013 |
| 2011 | 53,758     | 4.9 (#7) | 4 / 90     | 4   | ellenzék 2013-2014    |
| 2014 | 48,846     | 5.6 (#6) | 5 / 90     | 1   | ellenzék              |
| 2018 | 63,792     | 7.2 (#6) | 7 / 90     | 2   | ellenzék 2018-2020    |
| 2018 | 63,792     | 7.2 (#6) | 7 / 90     | 2   | kormánypárt 2020-2022 |
| 2022 | 80,089     | 6.9 (#3) | 8 / 90     | 1   | ellenzék              |

### Európai Parlament
| Év   | Szavazatok | %         | Mandátumok | +/–     |
| ---- | ---------- | --------- | ---------- | ------- |
| 2004 | 123,563    | 23.6 (#1) | 2 / 7      |         |
| 2009 | 76,866     | 16.6 (#3) | 1 / 7      | 1       |
| 2014 | 66,760     | 16.6 (#2) | 1 / 7      | Állandó |
| 2019 | 53,621     | 11.1 (#4) | 1 / 7      | Állandó |

## Fordítás
Ez a szócikk részben vagy egészben  a   New Slovenia című angol Wikipédia-szócikk ezen változatának fordításán alapul.  Az eredeti cikk szerkesztőit annak laptörténete sorolja fel. Ez a jelzés csupán a megfogalmazás eredetét és a szerzői jogokat jelzi, nem szolgál a cikkben szereplő információk forrásmegjelöléseként.